# João Lopes Garcia dos Reis
João Lopes Garcia dos Reis foi um Governador Civil de Faro entre 22 de Fevereiro de 1908 e 27 de Junho de 1910.